# Angela Carter
Angela Carter (pseudônimo de Angela Olive Pearce) (Eastbourne, 7 de maio de 1940 – Londres, 16 de fevereiro de 1992), foi uma jornalista, poeta, escritora e contista britânica.
Conhecida por sua literatura pós-feminista, pelos romances picarescos e pelo realismo mágico de suas obras, sem falar em trabalhos de ficção científica. Seu livro mais conhecido foi publicado em 1979, chamado The Bloody Chamber, que serviu de inspiração para o filme Na companhia dos lobos, de Neil Jordan. Em 2008, o The Times ranqueou Angela em décimo lugar entre os 50 maiores escritores britânicos desde 1945. Em 2012, seu livro Nights at the Circus foi premiado no James Tait Black Memorial Prize como o melhor romance da história.

## Biografia
Angela nasceu em Eastbourne, East Sussex, em 1940. Era filha de Sophia Olive (1905–1969), caixa de uma loja e do jornalista Hugh Alexander Stalker (1896–1988). Quando criança, Angela precisou sair da cidade e foi morar com a avó materna em Yorkshire a fim de escapar dos bombardeios da Segunda Guerra Mundial.
Depois de se formar no ensino médio e seguindo os passos do pai, Angela começou a trabalhar como jornalista no The Croydon Advertiser, e depois ingressou na Universidade de Bristol para estudar literatura inglesa. Angela foi casada duas vezes. Primeiro com Paul Carter, em 1960, tendo se divorciado em 1972. Em 1977, casou-se com Mark Pearce, com quem teve um filho. Com o valor do Prêmio Somerset Maugham, que recebeu em 1969, Angela se mudou para o Japão, onde escreveu Nothing Sacred (1982).
Angela viajou o mundo depois disso. Visitou os Estados Unidos, vários países da Ásia, Europa, que a ajudaram muito a melhorar sua fluência em alemão e francês. Entre as décadas de 1970 e 1980 palestrou e lecionou em várias universidades como Universidade de Sheffield, Universidade Brown, Universidade de Adelaide e a Universidade de East Anglia. Em 1977, Angela conheceu Mark Pearce, com quem se casou.
Em 1979, seu famoso livro The Bloody Chamber e seu ensaio feminista The Sadeian Woman and the Ideology of Pornography, foram publicados. Neste ensaio Angela desconstroi vários argumentos que citou em seu livro The Bloody Chamber, onde fala sobre destruição, a autoimolação das mulheres, como as mulheres acabam coniventes com seus próprio estado de opressão.

## Carreira
Angela foi uma escritora prolífica e também uma jornalista que contribuiu com vários periódicos como o The Guardian, The Independent e o New Statesman, cujos artigos foram reunidos no livro Shaking a Leg. Vários de seus contos foram adaptados para o rádio e ela escreveu dois dramas para o rádio com Richard Dadd e Ronald Firbank. Duas de suas obras foram adaptadas para o cinema: A Companhia dos Lobos (1984) e The Magic Toyshop (1987) e esteve envolvida nos dois longas.

## Morte
Angela morreu devido a um câncer de pulmão em 16 de fevereiro de 1992, em Londres, aos 51 anos.

## Prêmios
Em 1967, recebeu o prêmio John Llewellyn Rhys, por The magic toyshop; em 1968, Several perceptions lhe rendeu o Somerset Maugham; em 1979, O quarto do Barba-Azul ganhou o prêmio Cheltenham Festival of Literature e Noites no circo foi premiado com o James Tait Black Memorial em 1985.

## Publicações

### Coletâneas
- Fireworks: Nine Profane Pieces (1970)
- The Bloody Chamber and Other Stories (1979)
- Black Venus (ou Saints and Strangers) (1985)
- American Ghosts and Old World Wonders (1993)
- Burning Your Boats: The Collected Short Stories (1995)
- The Courtship of Mr. Lyon

### Romances
- Shadow Dance (1966), ou Honeybuzzard
- The Magic Toyshop (1967)
- Several Perceptions (1968)
- Heroes and Villains (1969)
- Love (1971)
- The Infernal Desire Machines of Doctor Hoffman (1972) ou The War of Dreams, publicada no Brasil como As infernais máquinas de desejo do Dr. Hoffman, pela Rocco
- The Passion of New Eve (1977), publicada no Brasil como A paixão da nova Eva, também pela Rocco,
- Nights at the Circus (1984), publicada no Brasil como Noites no Circo, também pela Rocco
- Wise Children (1991)

### Roteiros e obras dramáticas
- Come Unto These Golden Sands: Four Radio Plays (1985)
- The Curious Room: Plays, Film Scripts and an Opera (1996) -- inclui os roteiros de Carter para adaptações de A Companhia dos Lobos, escrito com Neil Jordan e The Magic Toyshop, além de Come Unto These Golden Sands: Four Radio Plays

### Literatura infantil
- The Donkey Prince (1970)
- Miss Z, the Dark Young Lady (1970)
- Comic and Curious Cats (1979)
- The Music People (1980)
- Moonshadow (1982)
- Sleeping Beauty and Other Favourite Fairy Tales (1982)
- Sea-Cat and Dragon King (2000)

### Não ficção
- The Sadeian Woman and the Ideology of Pornography (1978)
- Nothing Sacred: Selected Writings (1982)
- Expletives Deleted: Selected Writings (1992)
- Shaking a Leg: Collected Journalism and Writing (1997)